# Calla
Calla – indie-rockowy zespół, powstały w 1997 roku w Teksasie. Grupa przebywa i tworzy głównie w Nowym Jorku.

## Członkowie
- 1997 – obecnie, Aurelio Valle (gitara, wokal)
- 1997 – obecnie, Wayne B. Magruder (perkusja, sampler)
- 2003 – obecnie, Peter Gannon (gitara basowa, gitara)
- 1997 – 2004, Sean Donovan (gitara basowa, instrumenty klawiszowe, sampler)

## Dyskografia
| Rok  | Tytuł               | Wytwórnia                |
| 1999 | Calla               | Sub Rosa                 |
| 2001 | Scavengers          | Young God Records        |
| 2003 | Televise            | Arena Rock Recording Co. |
| 2004 | Calla (reedycja)    | Arena Rock Recording Co. |
| 2005 | Collisions          | Beggars Banquet Records  |
| 2007 | Strength in Numbers | Beggars Banquet Records  |